# Kwasi Kwarteng
Kwasi Kwarteng (ur. 26 maja 1975 w Londynie jako Akwasi Addo Alfred Kwarteng) – brytyjski polityk pochodzenia ghańskiego. 
Członek Partii Konserwatywnej, od 2010 do 2024 poseł do Izby Gmin z okręgu Spelthorne. W latach 2021–2022 pełnił funkcję ministra handlu i przemysłu w drugim gabinecie Borisa Johnsona. Od 6 września do 14 października 2022 był kanclerzem skarbu w gabinecie Liz Truss.

## Życiorys
Jego rodzice pochodzą z Ghany, wyemigrowali do Wielkiej Brytanii w latach 60. XX wieku w celu odbycia studiów.
Studiował filologię klasyczną i historię w Kolegium Trójcy Świętej w Cambridge. Studiował również na Uniwersytecie Harvarda, a następnie w 2002 roku zdobył stopień naukowy doktora na podstawie pracy dotyczącej historii myśli ekonomicznej na Uniwersytecie Cambridge. Przed rozpoczęciem kariery politycznej pracował jako analityk finansowy.
W 2005 roku bez powodzenia kandydował na posła do Izby Gmin z okręgu Brent East. Został wybrany posłem w 2010 roku z okręgu Spelthorne, uzyskał reelekcję w 2015, 2017 i 2019 roku.
8 stycznia 2021 objął urząd ministra handlu i przemysłu, który sprawował do 6 września 2022. Tego samego dnia został powołany przez Liz Truss na kanclerza skarbu. Funkcję tę sprawował do 14 października 2022 i tym samym był najkrócej sprawującym urząd kanclerzem skarbu w Wielkiej Brytanii od 1970 roku.
Nie kandydował w wyborach parlamentarnych w 2024.

## Wybrane publikacje
- Kwasi Kwarteng: Ghosts of Empire: Britain's Legacies in the Modern World. Bloomsbury Publishing PLC, 2011, s. 496. ISBN 978-1-4088-2900-4.
- Kwasi Kwarteng: Gridlock Nation: Why Britain's Transport Systems are Heading Towards Gridlock and what We Can Do to Stop it. Biteback Publishing, 2011, s. 238. ISBN 978-1-84954-112-1.